# Сура Аль-Хашр

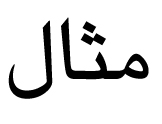
урду

Сура Аль-Хашр (араб. سورة الحشر‎) або Зібрання — п'ятдесят дев'ята сура Корану. Мединська, містить 45 аятів.